# ベルラップ
ベルラップ（英:Bell Lap、2012年3月9日 - ）は、日本の競走馬。主な勝ち鞍は2014年の京都2歳ステークス（GIII）。
父がハーツクライで、須貝尚介厩舎に所属していたことから、「ジャスタウェイ2世」とも称された。
馬名の由来は、「最終周回」。

## 経歴

### デビュー前
ベルスリーブは2005年生まれのシンボリクリスエス産駒で、未勝利戦、500万円以下と連勝を果たすなど、19戦3勝。競走馬登録を抹消したのち、ノーザンファームにて繁殖牝馬となる。繁殖生活初年度はハーツクライが種付けられ、2012年3月9日、初仔の牡馬（後のベルラップ）が誕生する。
愛馬会法人サンデーレーシングにて、1口75万円、全40口で会員募集され、栗東トレーニングセンターの須貝尚介厩舎に預けられる。

### 競走馬時代
2014年6月15日、東京競馬場の2歳新馬（芝1800メートル）に横山典弘を鞍上にデビュー。単勝オッズ5.8倍の3番人気に推されたが、5着に敗退。しかし、続く阪神競馬場の未勝利戦（芝1600メートル）で勝ち上がった。
野地菊ステークス（OP）5着を挟んで、500万円以下の黄菊賞はピエールシャルル・ブドーに導かれ、1番人気レトロロックをハナ差退けて勝利。続いて、ウィリアム・ビュイックを鞍上に京都2歳ステークス（GIII）に参戦。単勝オッズ19.5倍の6番人気に推され、重賞初出走となった。好位に位置し最後の直線に進入し、斜行しながら馬場の外側に持ち出した。蛇行しながら先頭に立つと、追い上げる2番人気のダノンメジャーと接触しながらもクビ差退け、シュヴァルグランなどをかわして勝利。重賞初勝利、第1回の京都2歳ステークス勝者となった。
3歳となり、皐月賞のトライアル競走、弥生賞（GII）で始動。浜中俊を背に挑んだが9着に終わる。その後、三浦皇成に乗り替わって春のクラシック競走を連戦するも、2ケタ着順に終わった。
復帰は古馬となった2016年の3月、大阪城ステークス（OP）に出走するも、11着となる。以降、降級して1600万円以下に参戦したが、勝利どころか上位で入線することができなかった。2017年9月24日、ムーンライトハンデキャップ（1600万円以下、芝2000メートル）で8着となったのを最後に引退。9月27日付でJRAの競走馬登録を抹消した。引退後は、乗馬となった。

## 競走成績
以下の内容は、netkeiba.comの情報に基づく。
| 競走日     | 競馬場 | 競走名        | 格       | 距離（馬場）  | 頭 数 | 枠 番 | 馬 番 | オッズ （人気） | 着順 | タイム （上がり3F） | 着差 | 騎手          | 斤量 [kg] | 1着馬（2着馬）       | 馬体重 [kg] |
| ---------- | ------ | ------------- | -------- | ------------- | ----- | ----- | ----- | --------------- | ---- | ------------------- | ---- | ------------- | --------- | -------------------- | ----------- |
| 2014.06.15 | 東京   | 2歳新馬       |          | 芝1800m（良） | 12    | 4     | 4     | 005.80（3人）   | 05着 | 01:53.7（34.8）     | -1.0 | 0横山典弘     | 54        | アヴニールマルシェ   | 490         |
| 0000.06.29 | 阪神   | 2歳未勝利     |          | 芝1600m（稍） | 11    | 5     | 5     | 003.50（2人）   | 01着 | 01:38.2（35.8）     | -0.3 | 0横山典弘     | 54        | （ヤマカツライデン） | 486         |
| 0000.09.20 | 阪神   | 野路菊S       | OP       | 芝1800m（良） | 7     | 5     | 5     | 015.00（5人）   | 05着 | 01:48.8（33.5）     | -0.4 | 0浜中俊       | 54        | ダノンメジャー       | 492         |
| 0000.11.16 | 京都   | 黄菊賞        | 500万下  | 芝2000m（良） | 7     | 7     | 7     | 009.70（5人）   | 01着 | 02:01.9（33.6）     | -0.0 | 0P.ブドー     | 55        | （レトロロック）     | 492         |
| 0000.11.29 | 京都   | 京都2歳S      | GIII     | 芝2000m（稍） | 8     | 6     | 6     | 019.50（6人）   | 01着 | 02:04.8（34.8）     | -0.0 | 0W.ビュイック | 55        | （ダノンメジャー）   | 490         |
| 2015.03.08 | 中山   | 弥生賞        | GII      | 芝2000m（稍） | 11    | 1     | 1     | 010.60（6人）   | 09着 | 02:03.3（37.3）     | -1.5 | 0浜中俊       | 56        | サトノクラウン       | 500         |
| 0000.04.19 | 中山   | 皐月賞        | GI       | 芝2000m（良） | 15    | 7     | 12    | 122.3（13人）   | 14着 | 02:01.4（37.5）     | -3.2 | 0三浦皇成     | 57        | ドゥラメンテ         | 500         |
| 0000.05.31 | 東京   | 東京優駿      | GI       | 芝2400m（良） | 18    | 4     | 8     | 162.8（14人）   | 15着 | 02:26.2（37.0）     | -3.0 | 0三浦皇成     | 57        | ドゥラメンテ         | 492         |
| 2016.03.06 | 阪神   | 大阪城S       | OP       | 芝1800m（良） | 16    | 5     | 10    | 020.80（7人）   | 11着 | 01:45.7（35.0）     | -0.5 | 0中谷雄太     | 55        | テイエムイナズマ     | 506         |
| 0000.03.13 | 中山   | 東風S         | OP       | 芝1600m（良） | 13    | 7     | 10    | 021.00（7人）   | 11着 | 01:35.5（35.8）     | -1.0 | 0三浦皇成     | 56        | インパルスヒーロー   | 502         |
| 0000.08.14 | 小倉   | 博多S         | 1600万下 | 芝2000m（良） | 11    | 6     | 7     | 026.60（7人）   | 08着 | 02:01.7（37.3）     | -1.3 | 0中谷雄太     | 57.5      | アスカビレン         | 512         |
| 0000.09.03 | 新潟   | 長岡S         | 1600万下 | 芝1600m（良） | 9     | 6     | 6     | 028.50（7人）   | 09着 | 01:35.1（34.5）     | -1.4 | 0横山典弘     | 57        | クラウンロゼ         | 508         |
| 2017.04.23 | 京都   | 桃山S         | 1600万下 | ダ1900m（良） | 12    | 8     | 12    | 033.5（10人）   | 12着 | 02:01.9（41.4）     | -4.4 | 0川田将雅     | 57        | コパノチャーリー     | 522         |
| 0000.05.06 | 東京   | 立夏S         | 1600万下 | ダ1600m（良） | 13    | 3     | 3     | 133.4（11人）   | 12着 | 01:39.6（39.4）     | -3.3 | 0北村宏司     | 57        | ゴールデンバローズ   | 520         |
| 0000.07.15 | 中京   | マレーシアC   | 1600万下 | 芝2000m（良） | 11    | 1     | 1     | 132.5（11人）   | 06着 | 01:58.7（34.3）     | -0.4 | 0酒井学       | 57        | ストロングタイタン   | 506         |
| 0000.09.24 | 阪神   | ムーンライトH | 1600万下 | 芝2000m（良） | 14    | 4     | 5     | 049.9（10人）   | 08着 | 02:01.0（35.1）     | -0.4 | 0酒井学       | 56        | キンショーユキヒメ   | 508         |

## 血統表
| ベルラップの血統          | ベルラップの血統                                            | ベルラップの血統                                            | （血統表の出典）                                            | （血統表の出典） |
| 父系                      | サンデーサイレンス系/ヘイロー系                             | サンデーサイレンス系/ヘイロー系                             | サンデーサイレンス系/ヘイロー系                             | [ § 2 ]          |
| 父 ハーツクライ 2001 鹿毛 | 父の父*サンデーサイレンス 1986 青鹿毛                       | Halo                                                        | Hail to Reason                                              | Hail to Reason   |
| 父 ハーツクライ 2001 鹿毛 | 父の父*サンデーサイレンス 1986 青鹿毛                       | Halo                                                        | Cosmah                                                      |                  |
| 父 ハーツクライ 2001 鹿毛 | 父の父*サンデーサイレンス 1986 青鹿毛                       | Wishing Well                                                | Understanding                                               | Understanding    |
| 父 ハーツクライ 2001 鹿毛 | 父の父*サンデーサイレンス 1986 青鹿毛                       | Wishing Well                                                | Mountain Flower                                             |                  |
| 父 ハーツクライ 2001 鹿毛 | 父の母アイリッシュダンス 1990 鹿毛                          | *トニービン                                                 | *カンパラ                                                   | *カンパラ        |
| 父 ハーツクライ 2001 鹿毛 | 父の母アイリッシュダンス 1990 鹿毛                          | *トニービン                                                 | Severn Bridge                                               |                  |
| 父 ハーツクライ 2001 鹿毛 | 父の母アイリッシュダンス 1990 鹿毛                          | *ビューパーダンス                                           | Lyphard                                                     | Lyphard          |
| 父 ハーツクライ 2001 鹿毛 | 父の母アイリッシュダンス 1990 鹿毛                          | *ビューパーダンス                                           | My Bupers                                                   |                  |
| 母 ベルスリーブ 2005 鹿毛 | 母の父*シンボリクリスエス 1999 黒鹿毛                       | Kris S.                                                     | Roberto                                                     | Roberto          |
| 母 ベルスリーブ 2005 鹿毛 | 母の父*シンボリクリスエス 1999 黒鹿毛                       | Kris S.                                                     | Sharp Queen                                                 |                  |
| 母 ベルスリーブ 2005 鹿毛 | 母の父*シンボリクリスエス 1999 黒鹿毛                       | Tee Kay                                                     | Gold Meridian                                               | Gold Meridian    |
| 母 ベルスリーブ 2005 鹿毛 | 母の父*シンボリクリスエス 1999 黒鹿毛                       | Tee Kay                                                     | Tri Argo                                                    |                  |
| 母 ベルスリーブ 2005 鹿毛 | 母の母*バーシャ 1989 鹿毛                                   | Chief's Crown                                               | Danzig                                                      | Danzig           |
| 母 ベルスリーブ 2005 鹿毛 | 母の母*バーシャ 1989 鹿毛                                   | Chief's Crown                                               | Six Crowns                                                  |                  |
| 母 ベルスリーブ 2005 鹿毛 | 母の母*バーシャ 1989 鹿毛                                   | My Darling One                                              | Exclusive Native                                            | Exclusive Native |
| 母 ベルスリーブ 2005 鹿毛 | 母の母*バーシャ 1989 鹿毛                                   | My Darling One                                              | Princess Marshua                                            |                  |
| 母系(F-No.)               | (FN:F16)                                                    | (FN:F16)                                                    | (FN:F16)                                                    | [ § 3 ]          |
| 5代内の近親交配           | Hail to Reason 4 × 5 = 9.38%、Northern Dancer 5 × 5 = 6.25% | Hail to Reason 4 × 5 = 9.38%、Northern Dancer 5 × 5 = 6.25% | Hail to Reason 4 × 5 = 9.38%、Northern Dancer 5 × 5 = 6.25% | [ § 4 ]          |
| 出典                      | 1. 2. 3. 4.                                                 | 1. 2. 3. 4.                                                 | 1. 2. 3. 4.                                                 | 1. 2. 3. 4.      |

- 5代母Marshuaは1965年CCAオークス勝ち馬。
- 主な近親にテンソヴリンズ（ミドルパークステークス、ジュライカップ）、ハートレイク（安田記念ほか）、ペプチドナイル（フェブラリーステークス）、ダンツシアトル（宝塚記念ほか）、サヨウナラ（エンプレス杯）。